# Антуан I де Лален
Антуан I де Лален (фр. Antoine I de Lalaing; ок. 1480 — 2 апреля 1540, Гент), граф ван Хогстратен — государственный деятель Габсбургских Нидерландов.

## Биография
Второй сын барона Жосса де Лалена и Бонны де Ла Вьевиль.
Сеньор де Монтиньи, Лёз, Мерб и Эстре, затем де Виль.
По разделу наследства со старшим братом получил сеньорию Монтиньи. Поступил на службу к герцогу Филиппу Красивому, которого сопровождал в качестве камергера в поездке в Испанию. Составил отчет о путешествии, опубликованный Л.-П. Гашаром в первом томе Relations de voyages des souverains des Pays Bas, где проявил наблюдательность при описании обычаев Испании, Франции и части Германии, которую Филипп посетил, перед тем как 9 ноября 1502 вернуться в Мехелен.
13 октября 1503 назначен шателеном Ата. Сопровождал короля Филиппа в его второй поездке в Испанию, и после его смерти оставался при Маргарите Австрийской, которой император Максимилиан доверил управление Нидерландами и опеку над детьми Филиппа.
В 1508 участвовал в посольстве, сообщившем Карлу Эгмонту, герцогу Гельдерна, об условиях мира между императором и Францией.
22 апреля 1510 Лалену был пожалован ежегодный пенсион в 400 ливров, в вознаграждение за службу в заграничных миссиях. Карл Габсбург после своей эмансипации произвел Антуана в камергеры и назначил одним из двух главных шефов финансов.
6 ноября 1516 на капитуле в Брюсселе Лален был принят в рыцари ордена Золотого руна, а в 1518 получил ордонансовую роту из 50 копий.
15 июня 1518 король Карл в Сарагосе возвел сеньорию Хогстратен, принесенную Антуану де Лалену женой, в ранг графства. Диплом был передан ему эрцгерцогом Фердинандом в церкви Святой Гудулы в Брюсселе, и зарегистрирован брабантской счетной палатой 21 сентября.
В этот период влияние Антуана де Лалена при брюссельском дворе достигло апогея. Подписал в качестве одного из переговорщиков 12 ноября 1518 трактат о конфедерации и союзе с сословиями Льежского княжества. В феврале 1522 получил от Карла V назначение на пост статхаудера Голландии, Зеландии и Фрисландии, сменив графа Нассау, вызванного сопровождать императора в Испанию. Поскольку этот пост было затруднительно совмещать с должностью шефа финансов, Лалену дали помощника, сеньора де Кастр, получившего 20 ноября 1527 должность генерального наместника.
Французский посол Ла Поммере сообщал своему королю в последние годы правления Маргариты Австрийской, что Лален имел больше влияния, чем весь Государственный совет, и что без него не принималось ни одного важного решения. По сообщению венецианского посла Контарини, находившегося при императорском дворе в 1521—1522, бельгийцы были крайне недовольны альянсом правительницы с этим министром.
22 мая 1522 Лален был назначен одним из душеприказчиков императора, по завещанию, составленному перед отъездом Карла V в Испанию. Маргарита не переставала оказывать ему различные милости: в 1517 году пожаловала 1000 ливров ежегодного пенсиона, 15 мая 1523 назначила своим придворным, шефом финансов и великим магистром дома, а 1 октября 1524, по причине возросших обязанностей, положила ему еще 3 000 ливров в год.

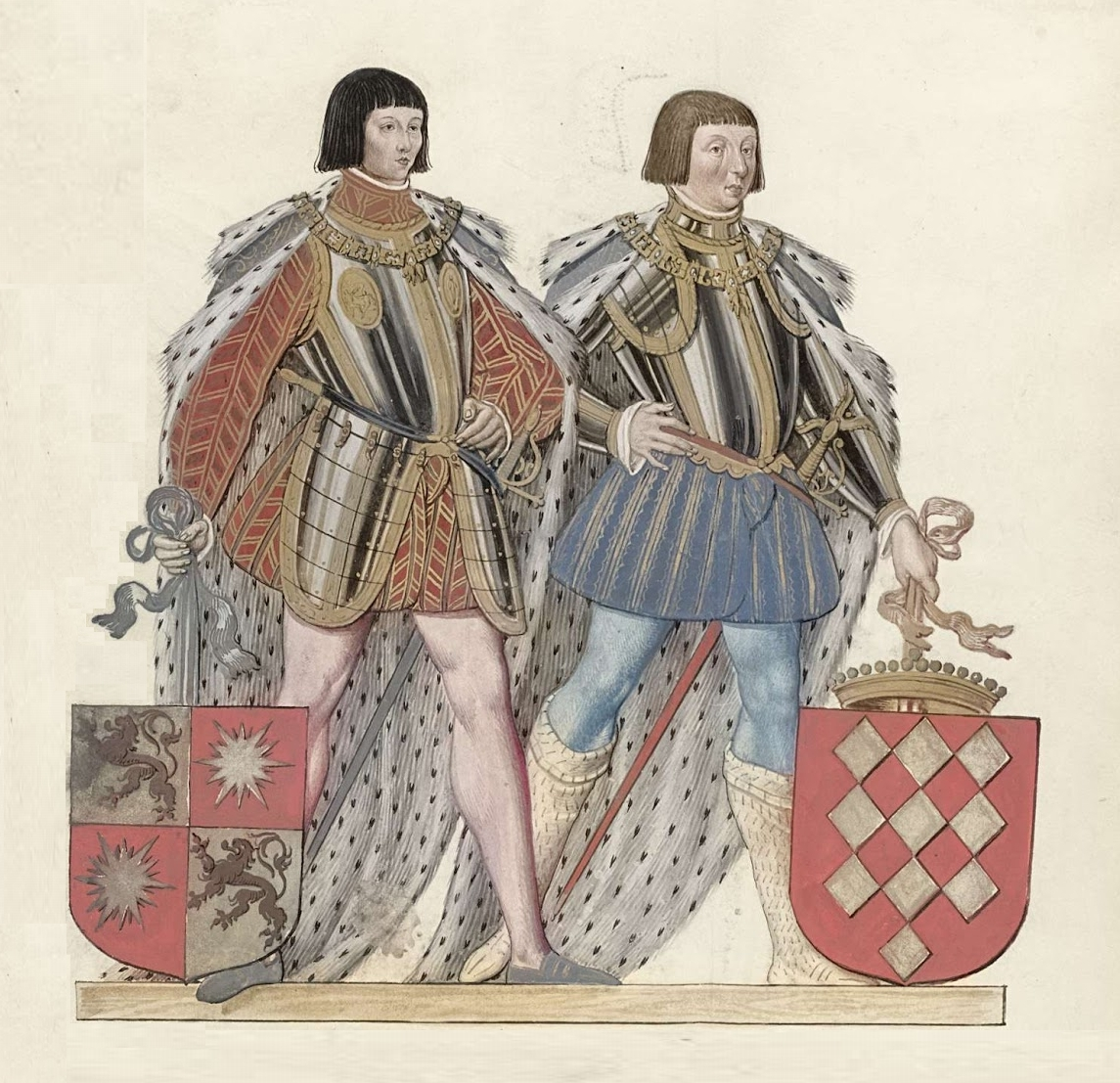
Жан де Люксембург, сеньор де Виль, и Антуан I де Лален. Генеалогия господ и графов ван Кулемборг, ок. 1590. Государственный музей (Амстердам)

Подобный фавор породил слухи о любовной связи между правительницей и графом; говорили, что его внебрачные дети рождены от Маргариты. По мнению Альфонса Воутерса, для подобных сплетен не было реальных оснований.
С голландскими сословиями, склонными к волнениям, граф держался надменно. Он занимался переговорами об уступке Утрехта императору и заключением мирного договора с Гельдерном, когда стало известно о болезни правительницы, и до конца оставался с умирающей.
В правление Марии Венгерской Антуан де Лален сохранил должности шефа финансов и стадхаудера, но больше не являлся фаворитом. Умер он, сопровождая императора при подавлении Гентского восстания.
Высокое положение позволило ему округлить свои владения. Сеньория Монтиньи была возведена для него в ранг графства, в 1530 графством также стало владение Лёз, приобретенное за 79 975 ливров. Его основная резиденция находилась в Хогстратене, где граф восстановил замок, ставший одним из самых красивых в стране. В Брюсселе около 1520 года был возведен дворец Хогстратен, в котором в XIX веке разместилось бельгийское министерство путей сообщения.

## Семья
Жена (1509): Элизабет ван Кулемборг (30.03.1475—9.12.1555), дама ван Хогстратен, дочь Яспера II ван Кулемборга и Жанны Бургундской, вдова Жана де Люксембурга, сеньора де Виль. Кроме Хогстратена, принесла в приданое сеньории Борселен, Зюйлен, Экерен, Брехт и Сомбресс. Брак бездетный. Наследником владений стал племянник Филипп I де Лален.
Бастарды от Жанны де Люксембург, бастарды де Обурден (предположительно, внебрачная дочь Жана де Люксембурга, сеньора де Обурден, бастарда коннетабля Луи де Люксембурга):
- Антуан (ум. 12.08.1541), бастард де Лален. Легитимирован в 1523. Апостолический протонотарий, доктор права в Лувенском университете, приор нескольких монастырей
- Филипп (ум. ок. 1550), бастард де Лален. Легитимирован в 1524. Сеньор де Ла Муйери и де Мафль, основатель линии сеньоров де Ла Муйери. Жена (1527): Флоранс де Рехем, дочь Жосса, виконта Ауденарде, и Барбары Стоммелинк
- N, бастард де Лален. Легитимирован в 1534